# Campionati europei di tuffi 2025
I campionati europei di tuffi 2025 si sono svolti dal 22 al 28 maggio 2025, presso la Gloria Sports Arena di Antalya, in Turchia.

## Nazioni partecipanti
- Armenia
- Austria
- Bulgaria
- Croazia
- Rep. Ceca
- Danimarca
- Finlandia
- Georgia
- Gran Bretagna
- Germania
- Grecia
- Ungheria
- Italia
- Lituania
- Paesi Bassi
- Norvegia
- Polonia
- Romania
- Spagna
- Svizzera
- Svezia
- Ucraina
- Turchia

## Podi

### Uomini
| Evento                      | Oro                                   | Punti  | Argento                                     | Punti  | Bronzo                                  | Punti  |
| Tuffi individuali           |                                       |        |                                             |        |                                         |        |
| Trampolino 1 m (dettagli)   | Moritz Wesemann                       | 400,60 | Lorenzo Marsaglia                           | 391,75 | Danylo Konovalov                        | 390,55 |
| Trampolino 3 m (dettagli)   | Andrzej Rzeszutek                     | 431,25 | Noah Penman                                 | 429,70 | Moritz Wesemann                         | 426,85 |
| Piattaforma 10 m (dettagli) | Oleksij Sereda                        | 468,64 | Ole Johannes Rösler                         | 439,45 | Anton Knoll                             | 423,35 |
| Tuffi sincronizzati         |                                       |        |                                             |        |                                         |        |
| Trampolino 3 m (dettagli)   | Germania Timo Barthel Moritz Wesemann | 389,58 | Italia Lorenzo Marsaglia Giovanni Tocci     | 386,70 | Regno Unito Leon Baker Hugo Thomas      | 383,25 |
| Piattaforma 10 m (dettagli) | Ucraina Mark Hrytsenko Oleksij Sereda | 413,76 | Germania Espen Prenzyna Ole Johannes Rösler | 402,24 | Italia Simone Conte Riccardo Giovannini | 386,70 |

### Donne
| Evento                      | Oro                                   | Punti  | Argento                              | Punti  | Bronzo                                          | Punti  |
| Tuffi individuali           |                                       |        |                                      |        |                                                 |        |
| Trampolino 1 m (dettagli)   | Chiara Pellacani                      | 283,75 | Elna Widerström                      | 267,10 | Michelle Heimberg                               | 265,90 |
| Trampolino 3 m (dettagli)   | Michelle Heimberg                     | 335,10 | Aleksandra Bibikina                  | 322,95 | Lena Hentschel                                  | 312,70 |
| Piattaforma 10 m (dettagli) | Sarah Jodoin Di Maria                 | 324,85 | Pauline Pfeif                        | 319,45 | Else Praasterink                                | 312,10 |
| Tuffi sincronizzati         |                                       |        |                                      |        |                                                 |        |
| Trampolino 3 m (dettagli)   | Ucraina Kseniia Bochek Diana Karnafel | 276,84 | Germania Lena Hentschel Jette Müller | 265,95 | Regno Unito Desharne Bent-Ashmeil Amy Rollinson | 264,90 |
| Piattaforma 10 m (dettagli) | Spagna Valeria Antolino Ana Carvajal  | 305,82 | Ucraina Ksenija Bajlo Sofija Lyskun  | 286,44 | Germania Carolina Coordes Pauline Pfeif         | 278,70 |

### Misti
| Evento                      | Oro                                                               | Punti  | Argento                                                                   | Punti  | Bronzo                                                                           | Punti  |
| Tuffi sincronizzati         |                                                                   |        |                                                                           |        |                                                                                  |        |
| Trampolino 3 m (dettagli)   | Germania Luis Carlo Ávila Sánchez Lena Hentschel                  | 289,74 | Italia Chiara Pellacani Matteo Santoro                                    | 289,71 | Regno Unito Ben Cutmore Desharne Bent-Ashmeil                                    | 271,80 |
| Piattaforma 10 m (dettagli) | Ucraina Ksenija Bajlo Kirill Boliuch                              | 308,34 | Italia Sarah Jodoin Di Maria Riccardo Giovannini                          | 298,74 | Germania Pauline Pfeif Luis Carlo Ávila Sánchez                                  | 297,00 |
| Squadra (dettagli)          | Ucraina Ksenija Bajlo Sofija Lyskun Kirill Boliuch Oleksij Sereda | 407,20 | Germania Lena Hentschel Pauline Pfeif Ole Johannes Rösler Moritz Wesemann | 400,60 | Italia Sarah Jodoin Di Maria Chiara Pellacani Riccardo Giovannini Matteo Santoro | 360,40 |

## Medagliere
| Posiz. | Nazione     | Oro | Argento | Bronzo | Totale |
| ------ | ----------- | --- | ------- | ------ | ------ |
| 1      | Ucraina     | 5   | 1       | 1      | 7      |
| 2      | Germania    | 3   | 5       | 4      | 12     |
| 3      | Italia      | 2   | 4       | 2      | 8      |
| 4      | Svizzera    | 1   | 0       | 1      | 2      |
| 5      | Spagna      | 1   | 0       | 0      | 1      |
| 5      | Polonia     | 1   | 0       | 0      | 1      |
| 7      | Regno Unito | 0   | 1       | 3      | 4      |
| 8      | Armenia     | 0   | 0       | 3      | 3      |
| 8      | Svezia      | 0   | 0       | 3      | 3      |
| 10     | Paesi Bassi | 0   | 0       | 1      | 1      |
| 10     | Austria     | 0   | 0       | 1      | 1      |
| Totale | Totale      | 13  | 13      | 13     | 39     |